# 미키 디
미키 디(스웨덴어: Mikkey Dee, 1963년 10월 31일 ~ )는 스웨덴의 록 음악가이자 멀티 악기 연주자이다. 1991년부터 2015년 12월 레미 킬미스터의 사망 이후 해체될 때까지 영국의 헤비 메탈 밴드 모터헤드의 마지막 드러머로 잘 알려져 있다. 디는 2003년 독일의 파워 메탈 밴드 헬로윈에서 임시로 활동하기도 했으며, 현재 독일의 록 밴드 스콜피언스의 드러머로 활동하고 있으며, 2016년 9월 정식 멤버가 되었다. 디는 종종 5분에서 15분 사이의 긴 드럼 솔로로 유명하다. 주목할 만한 예로는 〈Sacrifice, In the Name of Tragedy〉와 〈The One to Sing the Blues〉에 등장하는 것들이 있다.

## 어린 시절 및 영향
디는 스웨덴 예테보리에서 그리스인 아버지와 스웨덴인 어머니 사이에서 태어났다.
그는 지역 밴드인 나디르와 게이샤에서 음악 경력을 시작했다. 그가 가장 좋아하는 드러머는 이언 페이스이다. 다른 영향으로는 브라이언 다우니, 닐 피어트, 스티브 스미스가 있다. 디는 또한 버디 리치의 영향력에 대한 공로를 인정한다.

## 사생활
디는 아이스하키 팬이며 예테보리에서 온 프룬다 HC 팀의 후원자이다. 모터헤드의 《Stage Fright》 DVD 인터뷰로 시작된 그가 스웨덴 청소년 하키 국가대표였다는 소문은 디 스스로 반박하고 있다. 그는 다음과 같이 말했다. "80년대 말, 그리고 90년대에 저는 남부 캘리포니아의 스웨덴이라는 팀에서 뛰었습니다."
2019년, 디는 프랑스 파리에서 앨라배마라는 이름의 락바를 열었다.

## 음반 목록

### 모터헤드
- March ör Die (1992년) - 〈Hellraiser〉만 참여
- Bastards (1993년)
- Sacrifice (1995년)
- Overnight Sensation (1996년)
- Snake Bite Love (1998년)
- We Are Motörhead (2000년)
- Hammered (2002년)
- Inferno (2004년)
- Kiss of Death (2006년)
- Motörizer (2008년)
- The Wörld Is Yours (2010년)
- Aftershock (2013년)
- Bad Magic (2015년)

### 헬로윈
- Rabbit Don't Come Easy (2003년) - 1~6번, 8~10번, 12번 트랙

### 스콜피언스
- Born to Touch Your Feelings: Best of Rock Ballads (2017년, 3번 트랙)
- Rock Believer (2022년)